# Легкорельсовая система Аликанте
Метро Аликанте (кат. TRAM Metropolità d'Alacant, исп. TRAM Metropolitano de Alicante) — близкая скоростному трамваю и лёгкому метро, именуемая как метро система легкорельсового транспорта в городе Аликанте (Испания). Состоит из 5 линий длиной около 110 километров. Открыта в 1999 году. Создана на базе пущенного в 1905 году трамвая и пригородных железных дорог. Имеет введённые в 2007 и 2010 годах подземные участки и станции в центре, доходит до пригородов.

## Линии
| Линия   | Состояние     | Кол-во станции | Длина линии (км) | Время поездки  | Цвет линии   |
| ------- | ------------- | -------------- | ---------------- | -------------- | ------------ |
| Линия 1 | Построена     | 20             | 43,21            | 35 минут       | Красный      |
| Линия 2 | Построена     | 14             | 9                | 28 минут       | Зеленый      |
| Линия 3 | Построена     | 17             | 14,09            | 32 минуты      | Желтый       |
| Линия 4 | Построена     | 18             | 10,04            | 27 минут       | Серо-голубой |
| Линия 5 | Строится      | 14             | 20,4             | -              | Синий        |
| Линия 6 | Строится      | -              | -                | -              | Голубой      |
| Линия 7 | Строится      | около 10       | -                | -              | Оранжевый    |
| Линия 8 | Проектируется | около 10       | -                | -              | Розовый      |
| Линия 9 | Построена     | 18             | 50,83            | 1 час 1 минута | Серый        |

Система из 4 линий (линии 1, 2, 3, 4) имеет начало в центре города в зоне А на главной совмещенной станции Luceros — Луцерос. Через 2 станции на станции Marq-Castillo — Марк-Касстильо отходит линия 2. Ещё через 4 станции на станции Lucentum — Лукентум отходит линия 4. Через 10 станций в зоне А и В на станции El-campello — Эль-кампельо кончается линия 3. Ещё через 13 станций в зоне C и D на станции Benidorm — Бенидорм кончается линия 1 и начинается линия 9, которая кончается через 18 станций в зоне F в городке Дения на станции Denia — Дения.

## Станции
- На линии 1 (экспресс-линия) 20 станций, конечные станции Luceros — Луцерос — Benidorm Intermodal — Бенидорм Интермодал, промежуточные станции Албуферета, Комдомина, Кампо де гольф, Коста бланка, Каррабинерс, Мучависта, Лес янсес, Фабракер, Салесианс, Пла де барракес. Все станции находятся в центральной части системы.
- На линии 2 14 станций, конечные станции Luceros — Луцерос — Sant vicent del raspeig — Сант висент дел распеич, 3 станции находятся в центральной части системы.
- На линии 3 17 станций, конечные станции Luceros — Луцерос — El-campello — Эл-кампельо, все станции находятся в центральной части системы.
- На линии 4 18 станций, конечные станции на маршруте 1 Luceros — Луцерос — через станцию Avinguda Naciones — Проспект Национес до станции Plaza La coruña — Площадь Ла корунья, маршрут 2 от станции Plaza La coruña — Площадь Ла корунья через станции Holanda — Холанда и Avinguda Naciones — Проспект Национес до станции Luceros — Луцерос, 7 станций находятся в центральной части системы.
- На линии 9 18 станций, конечные станции Benidorm Intermodal — Бенидорм Интермодал — Denia — Дения, все станции находятся в центральной части системы.

## Галерея

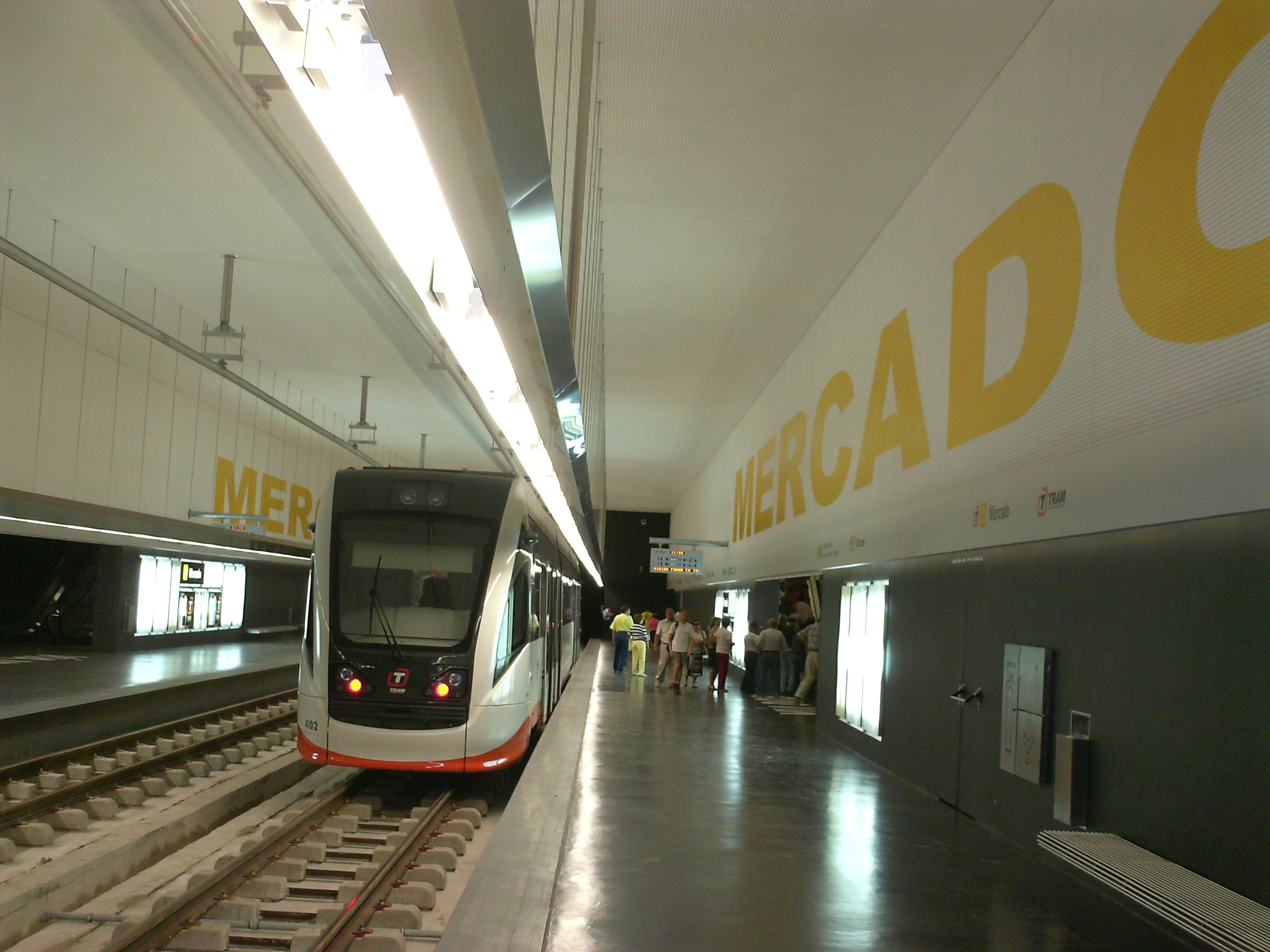
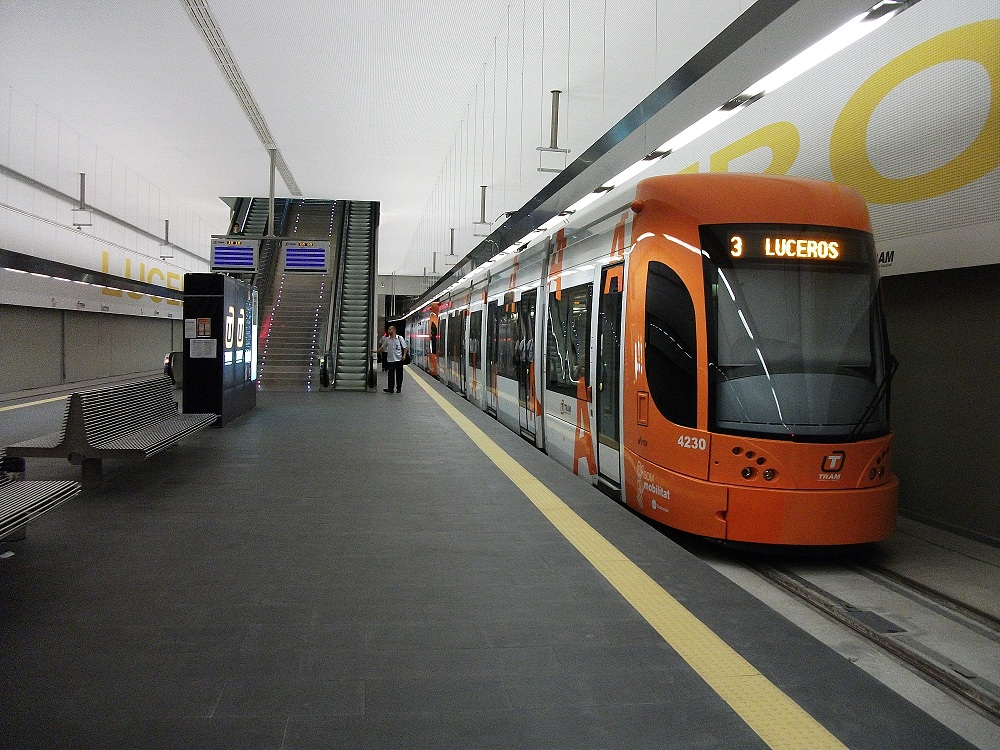
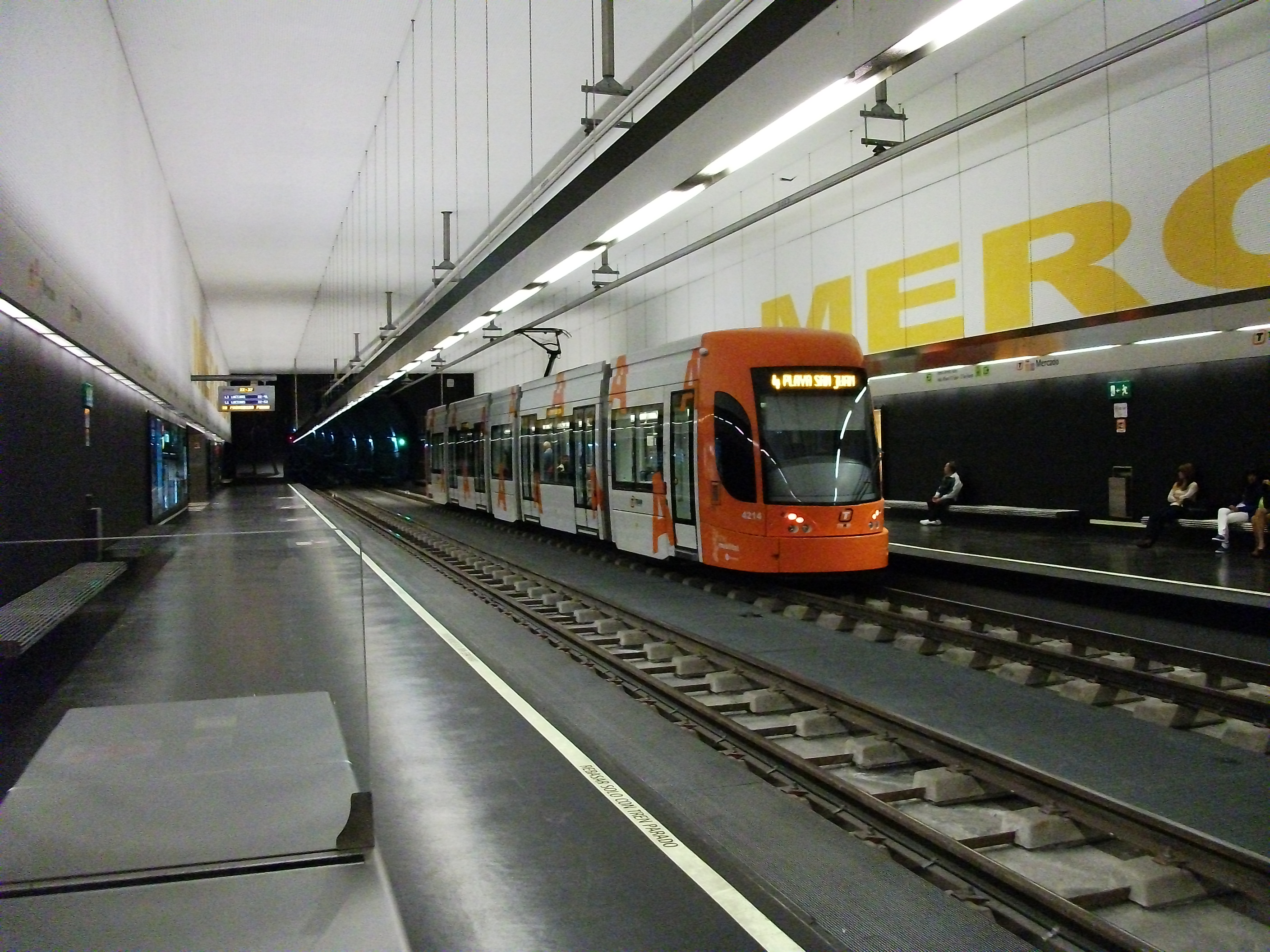
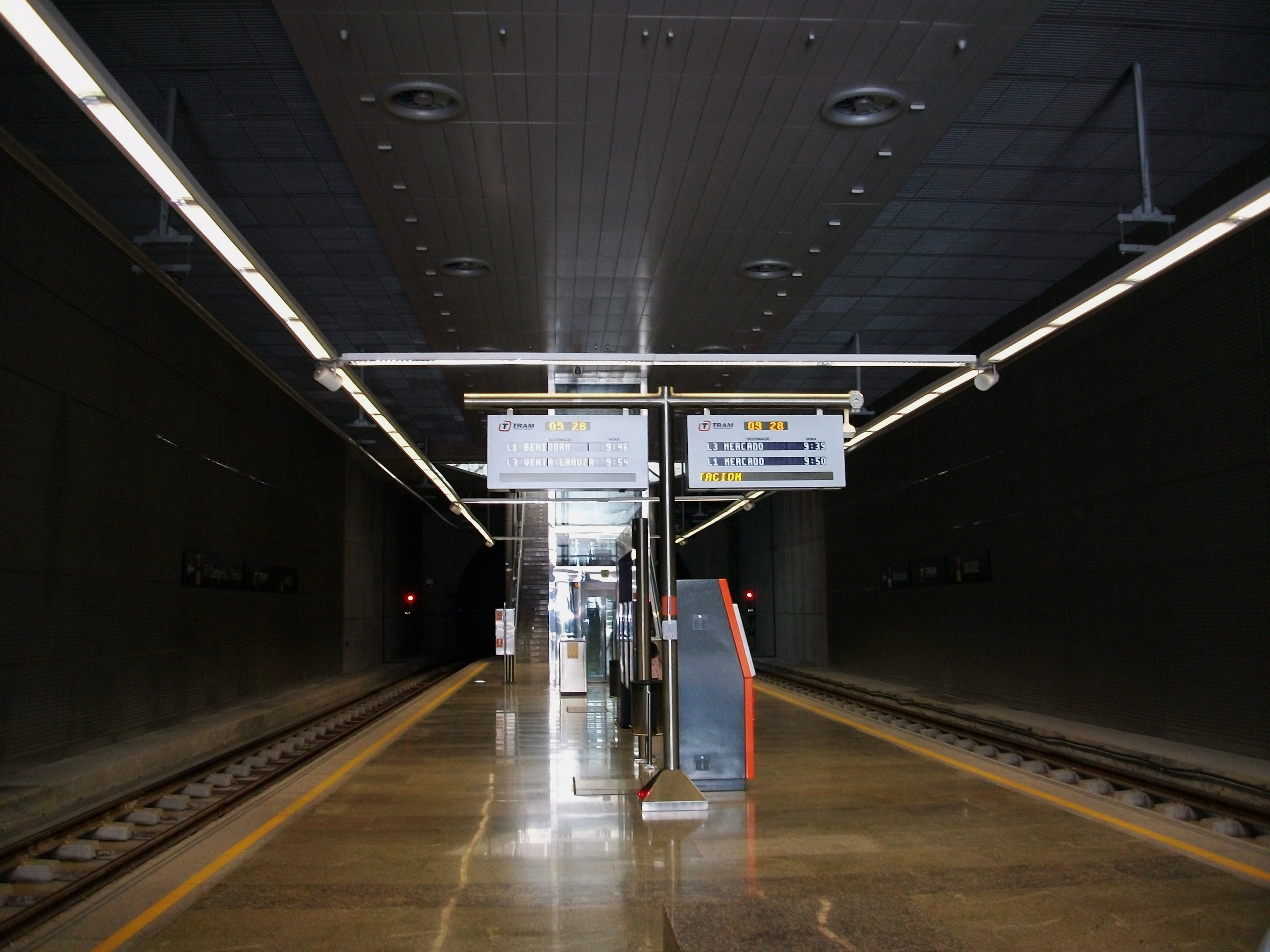

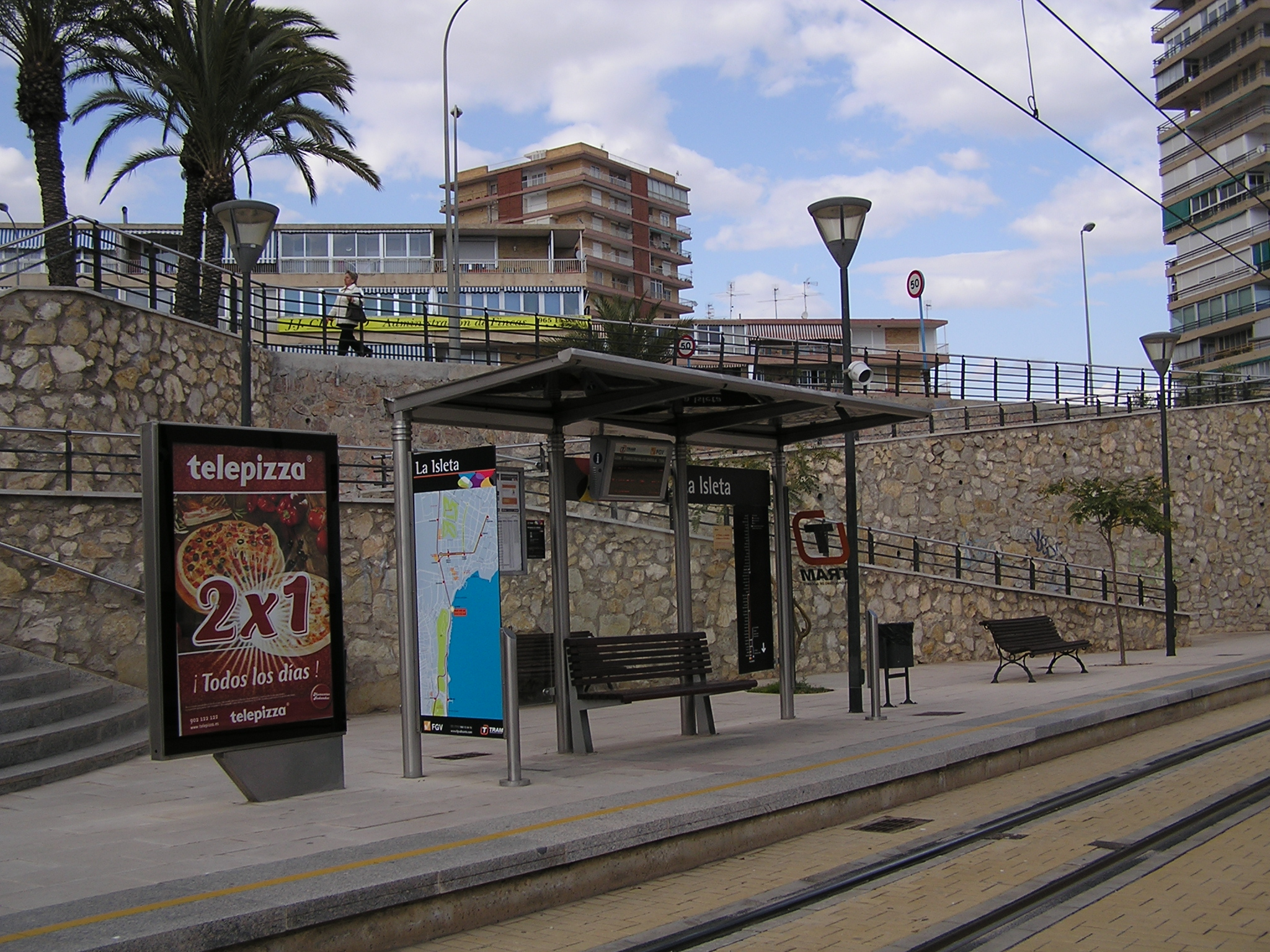
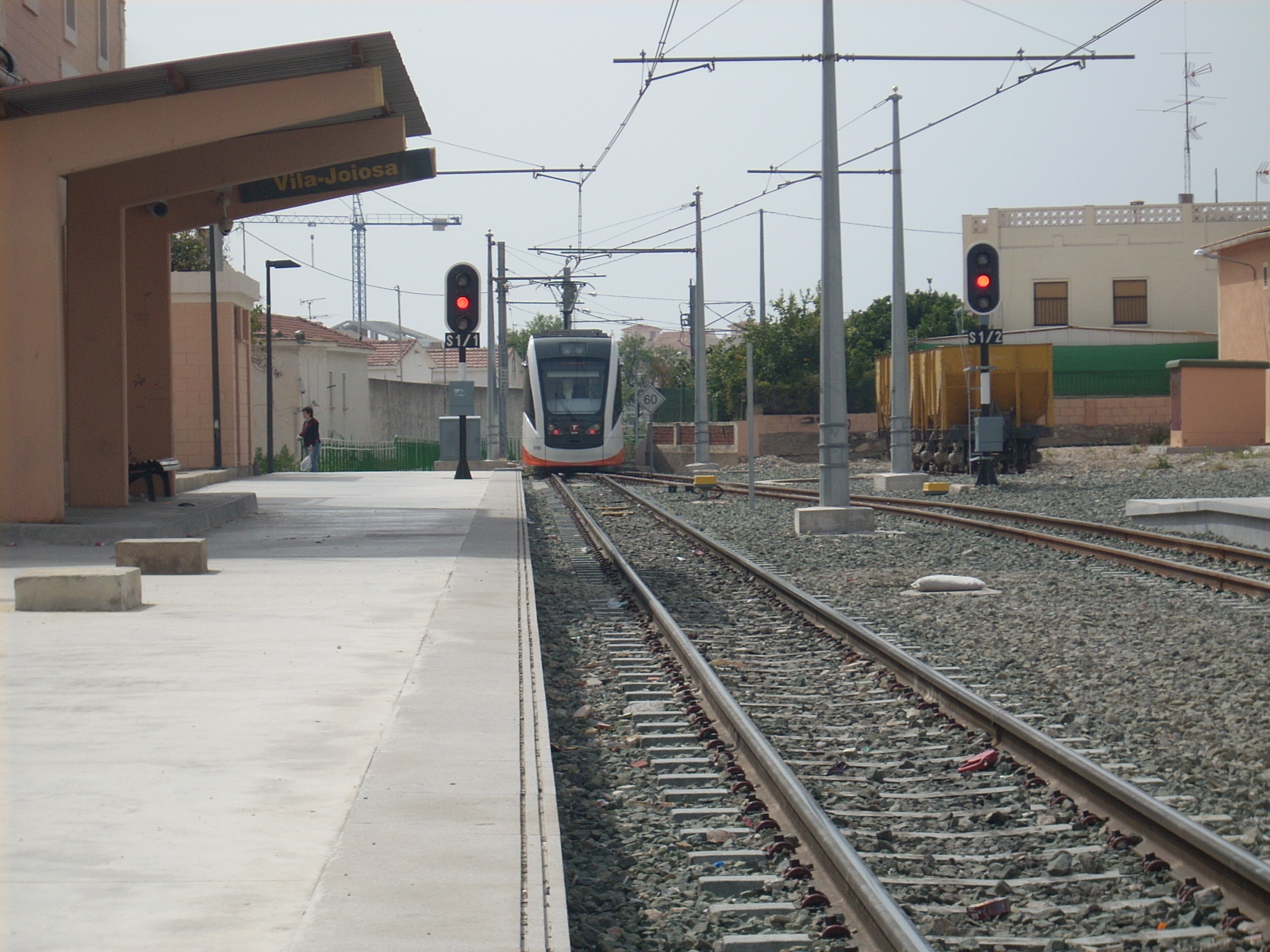
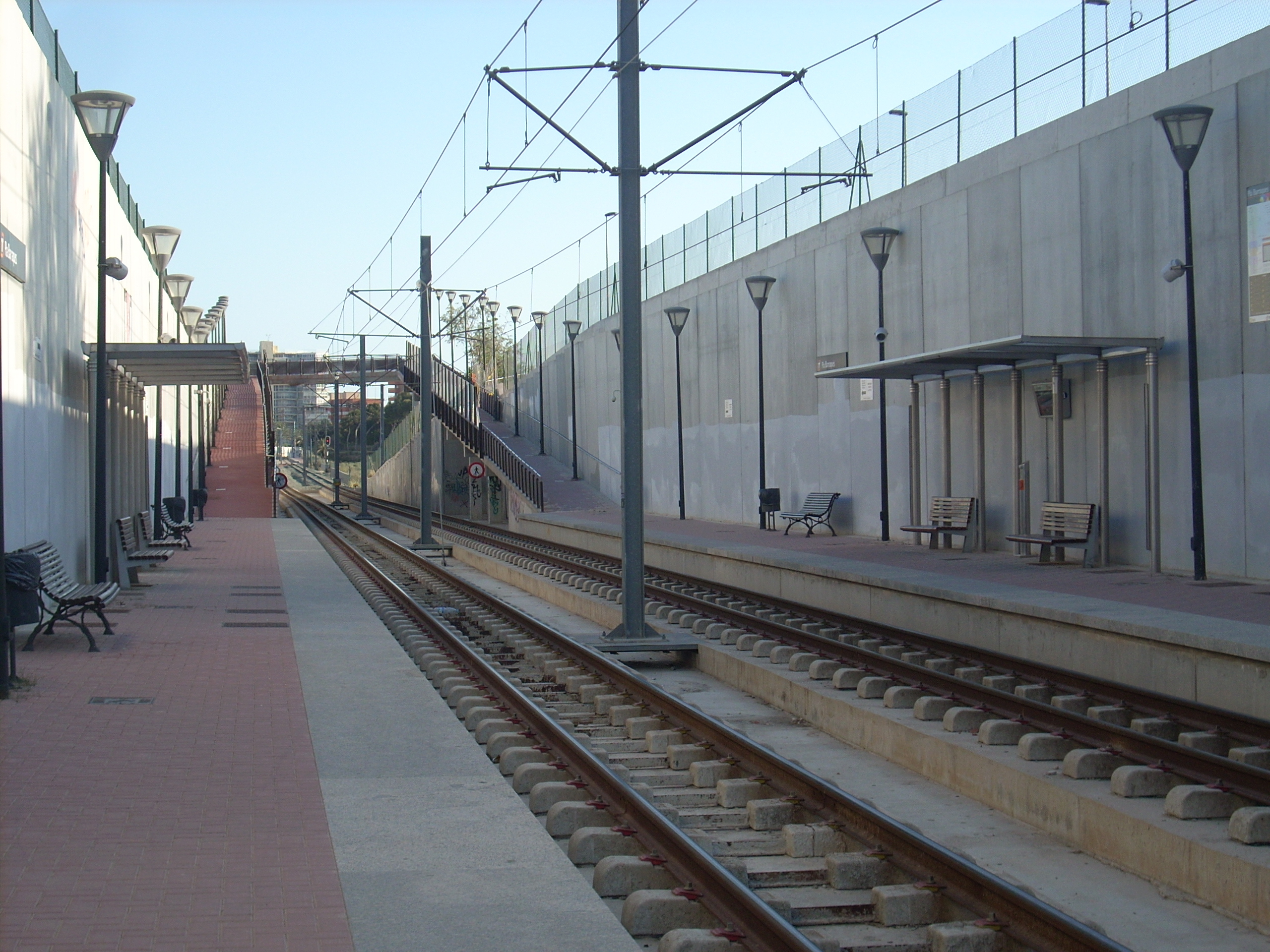
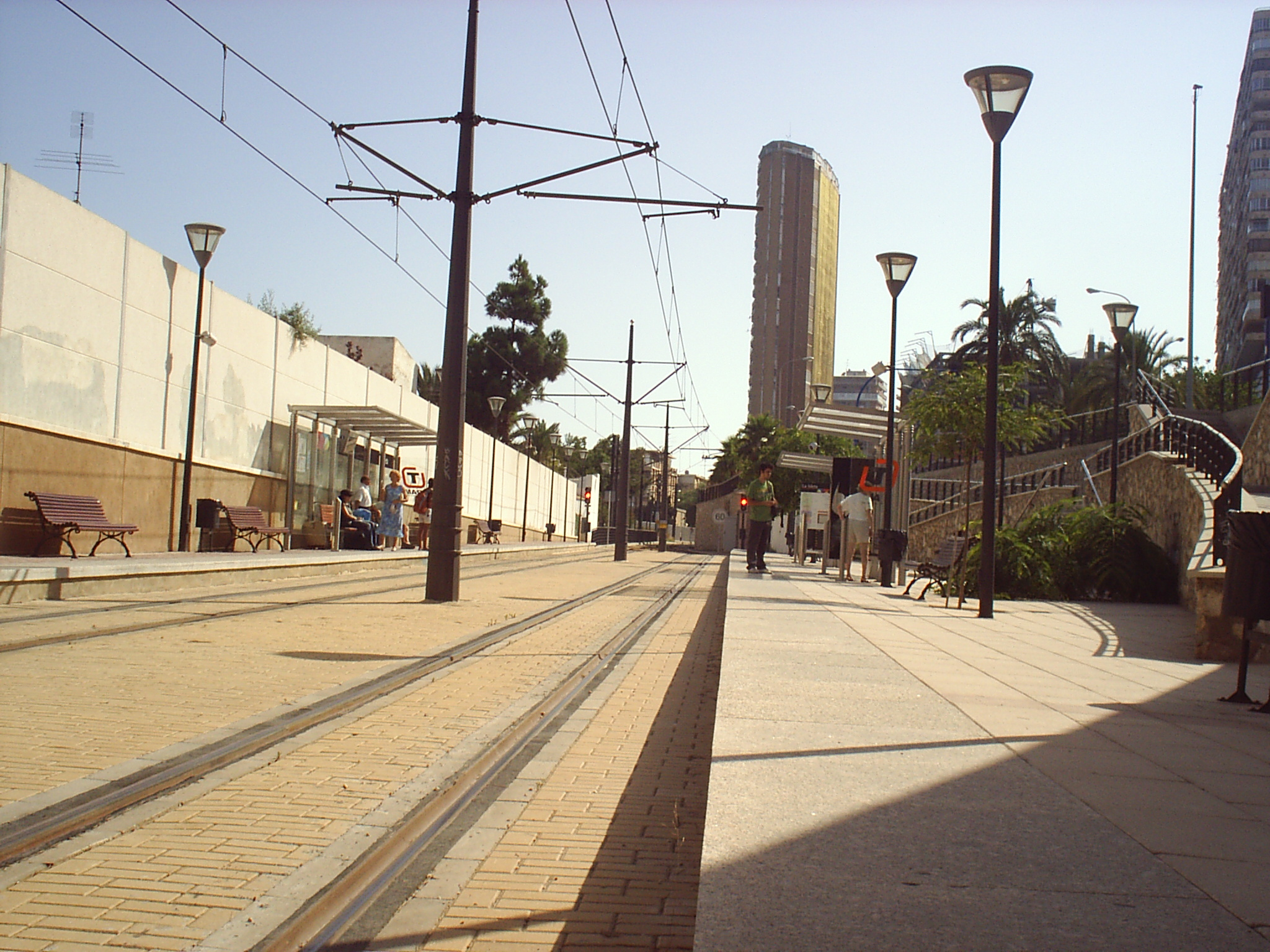

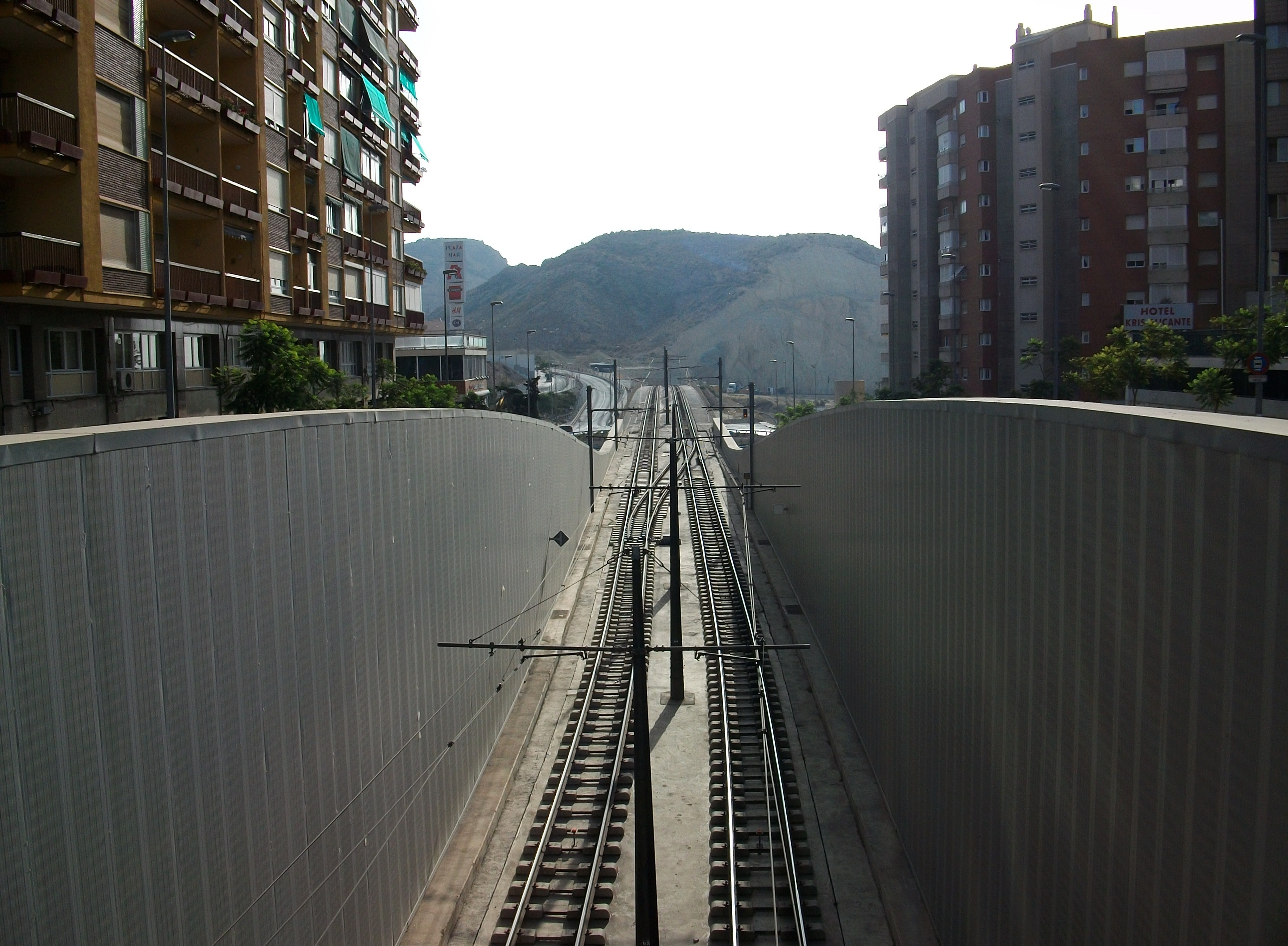
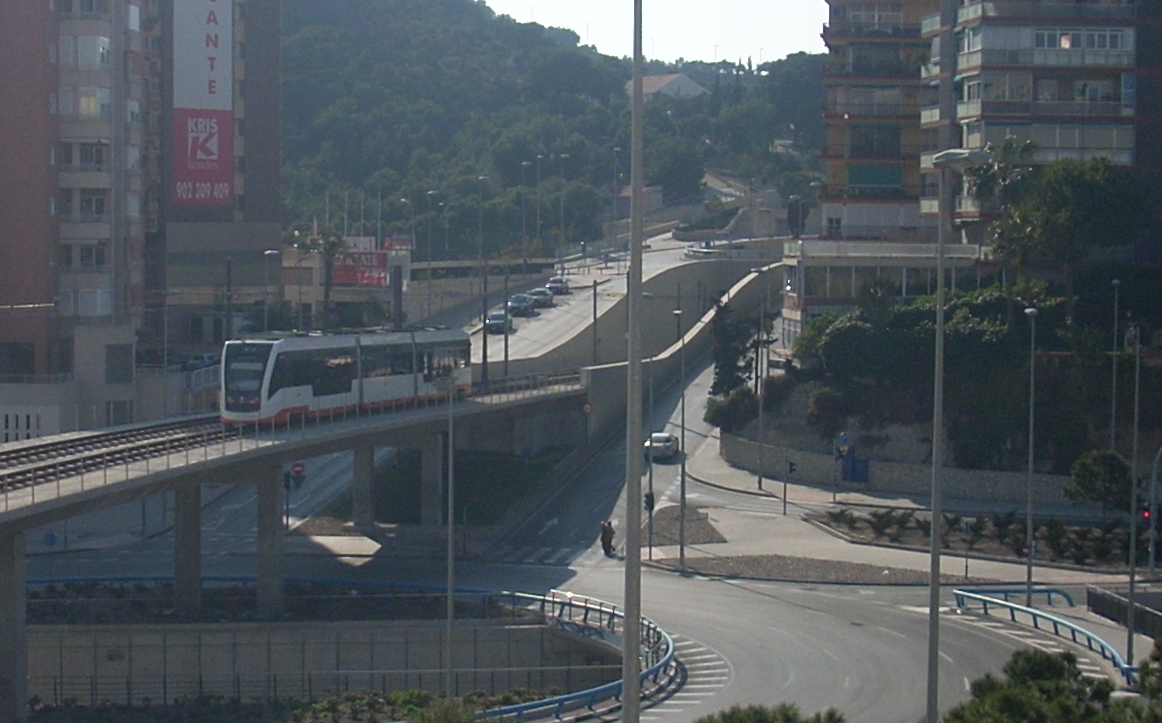
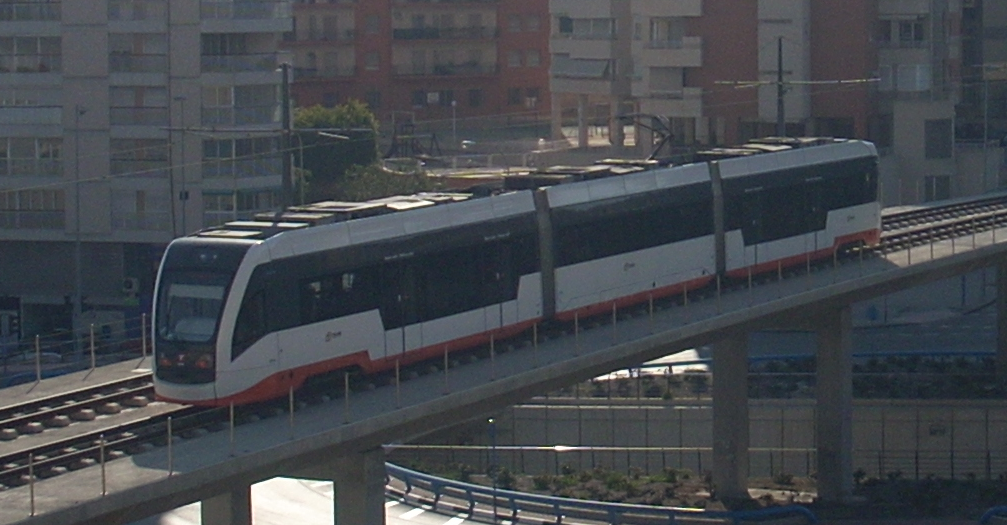
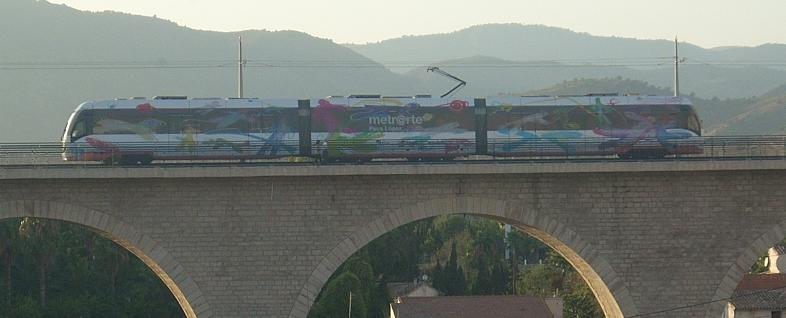

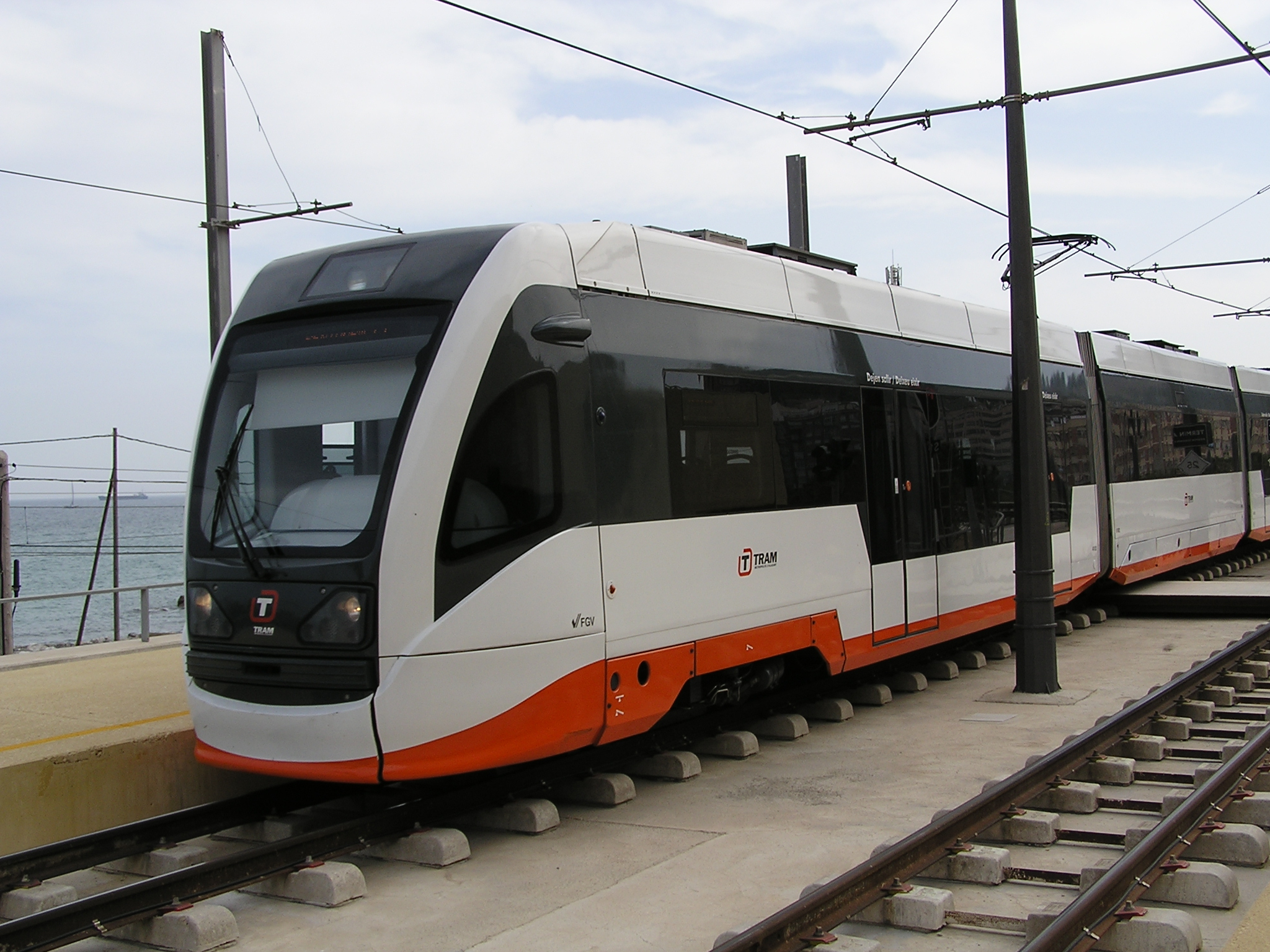
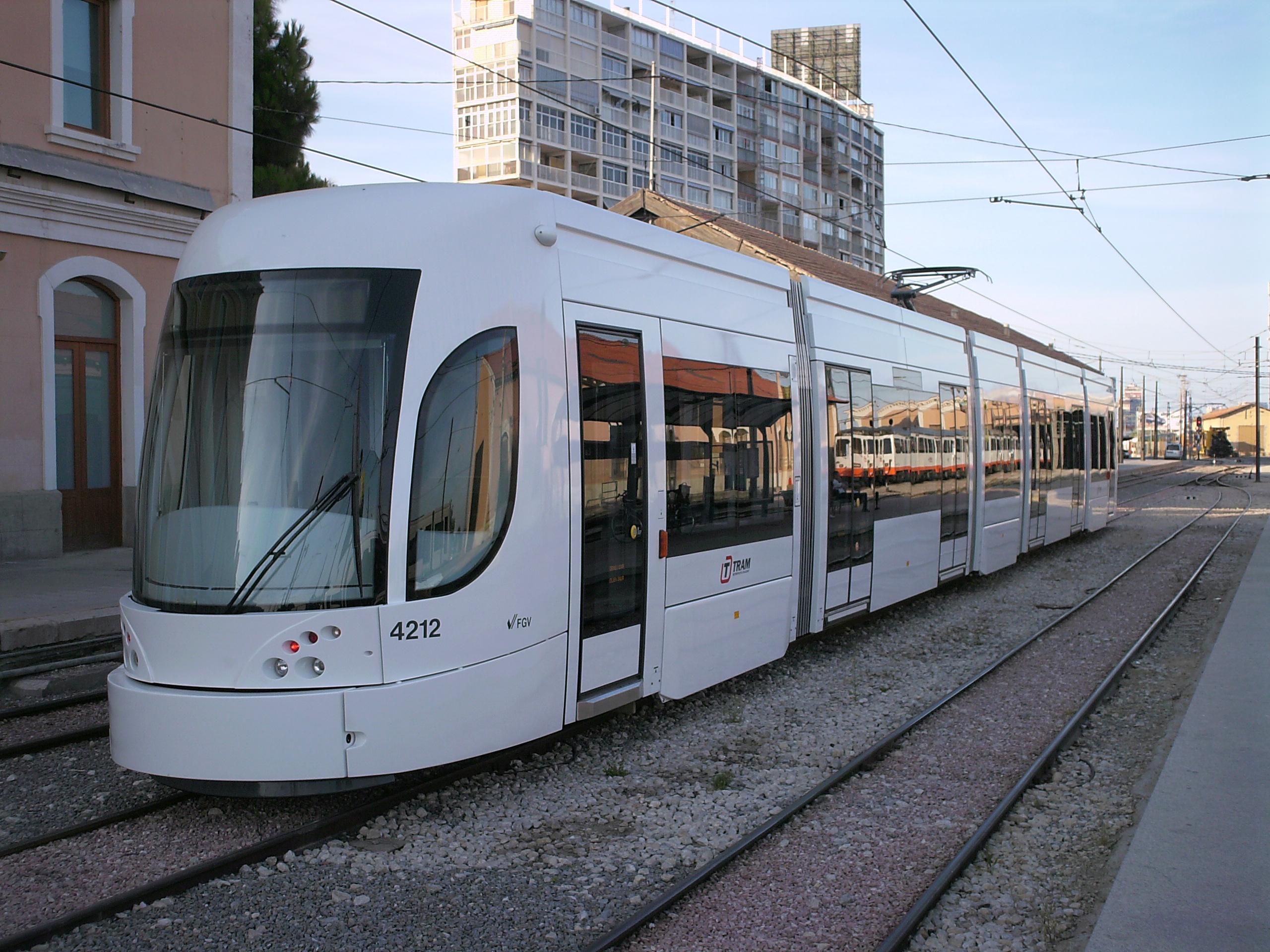
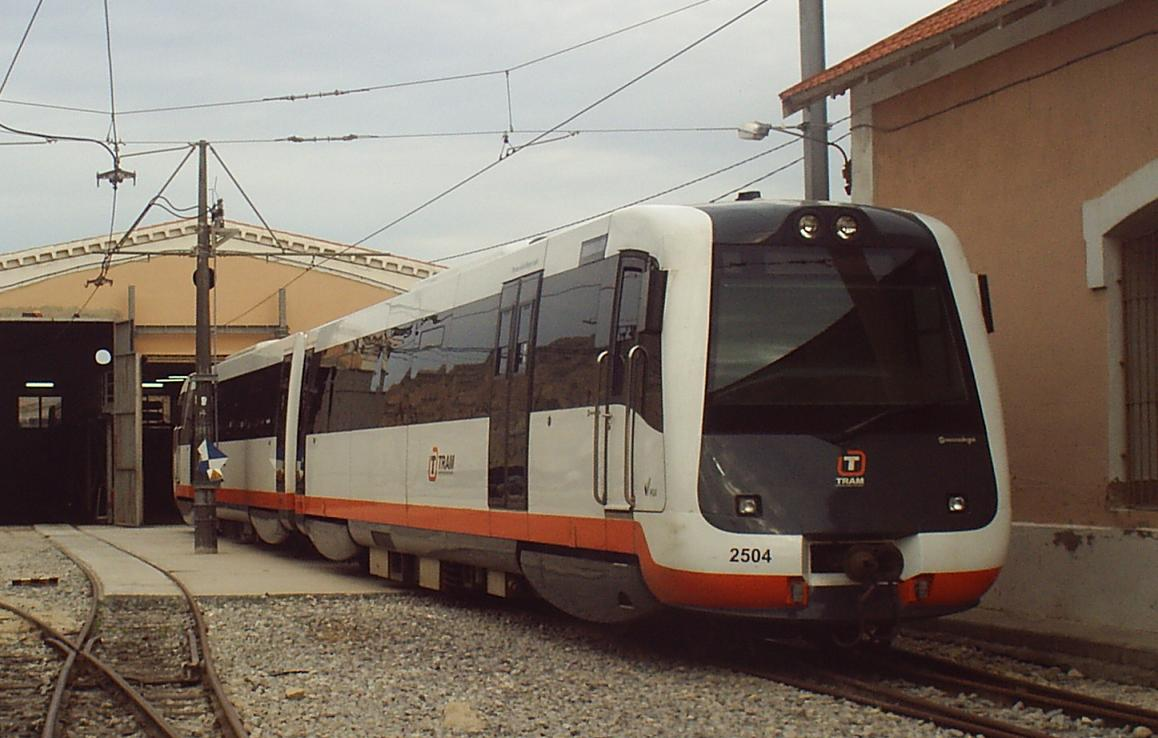
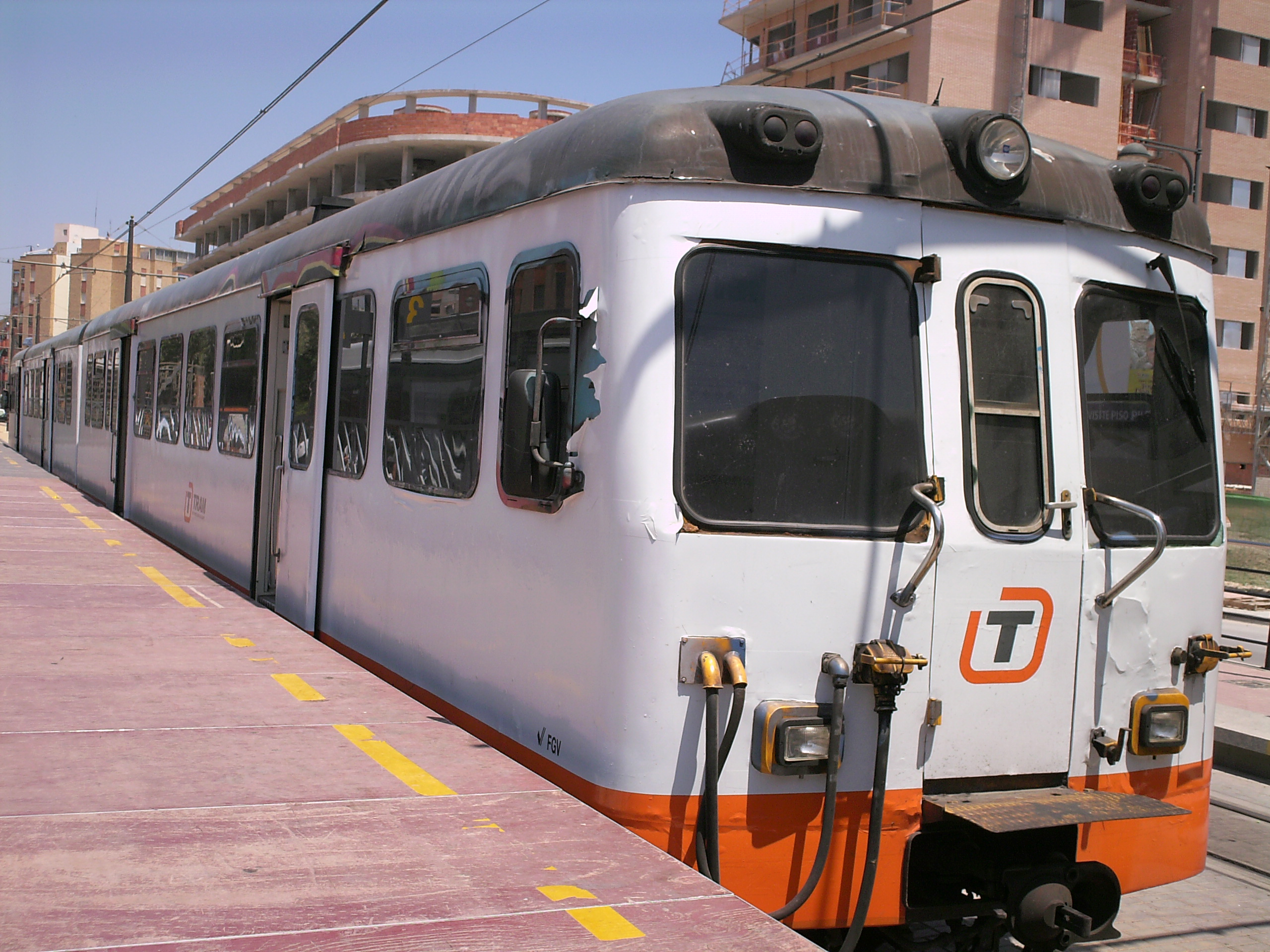

подземные станции
наземные станции
порталы, эстакады и виадуки
подвижной состав